# 榎本武規
榎本 武規（えのもと たけのり）は、江戸時代後期の武士。本姓は箱田、名は真与、通称は良助・左太夫・円兵衛。
伊能忠敬測量隊の箱田良助（はこだ りょうすけ）として『大日本沿海輿地全図』完成に尽力、御家人榎本家の養子となって榎本武規に改名し、最終的には幕府勘定方となり旗本格となる。次男が榎本武揚。

## 来歴

神辺町箱田にある「箱田良助誕生之地碑」。隣は菅茶山の「箱田道中詩碑」。

### 若年期
寛政2年、備後国安那郡箱田村（現広島県福山市神辺町箱田）の庄屋・細川園右衛門の次男として生まれる。（この細川家は一時期、地名の箱田を名乗っていた）。
幼少期から優秀であった良助は菅茶山の廉塾で学ぶ。和算を得意としていた。備中国小田郡大江村（現岡山県井原市）の和算家で伊能忠敬測量隊の一員だった谷東平から、兄・右忠太とともに測量隊に参加するよう奨められたという。

### 測量隊
文化3年（1806年）伊能忠敬測量隊は第五次測量［東北日本海沿岸］のため備後国福山城下に停泊、この際に良助は忠敬と面会を果たした。翌文化4年（1807年）良助17歳のときに兄・右忠太とともに江戸に出て忠敬の内弟子となり、測量術や天文学を学ぶ。ただ兄・右忠太を病で亡くす。
文化6年（1809年）良助は第七次測量［九州第一次］から伊能忠敬測量隊に参加する（総勢18人）。この際、良助は父・園右衛門と谷東平の連名で誓約書を忠敬に提出している。九州方面に向かう途中で神辺本陣に宿泊している。ここで茶山が忠敬のもとを訪ね、詩を送り交流を深めた。測量が終わって九州から江戸に戻る途中で忠敬一行は箱田村にある良助の実家に宿泊、忠敬は良助に土産用として備後表の購入を依頼している。
文化8年（1811年）第八次測量［九州第二次］に従事する。翌年、伊能忠敬測量隊は再び神辺本陣に宿泊、今度は忠敬が廉塾を訪れ茶山に銅版の万国図を贈る。文化11年（1814年）忠敬は茶山宛に良助の測量活動の様子を記した手紙を送っている。
文化12年（1815年）第九次測量［伊豆諸島］に従事、忠敬は高齢のため参加せずその弟子たちだけで実施された。
文化13年（1816年）良助は伊能忠敬の内弟子筆頭となる。忠敬に信頼され、忠敬宅（地図御用所）の家政を任されていた。同年第十次測量［江戸府内］を任される。忠敬監督のもと他の弟子たちとともに地図作製を進めたが、文政元年（1818年）忠敬死去する。天文方筆頭の高橋景保に監督が代わって作製が進められ、文政4年（1821年）『大日本沿海輿地全図（伊能図）』完成、幕府に提出された。

### 幕臣
箱田左太夫（良助から改名）に御家人榎本武兵衛武由から養子の話が舞い込んだ。伊能図完成後の文政5年（1822年）、箱田は榎本武由の娘みつと持参金持ち込み（御家人株50両分）の結婚して婿養子となり、榎本円兵衛武規に改名、士分となった。
文政6年（1823年）幕府天文方出仕となり、幕府暦局に勤務する。その後江戸城西ノ丸徒目付に昇進する。弘化元年（1844年）勘定方に昇進し、御家人から旗本に取り立てられる。
勘定方時代の安政7年（1860年）桜田門外の変が起こる。西暦では同年である万延元年（1860年）8月8日死去。